# جوليا لي (موسيقية)
جوليا لي (بالإنجليزية: Julia Lee)‏ هي موسيقية وعازفة بيانو ومغنية أمريكية، ولدت في 31 أكتوبر 1902 في بونفيل في الولايات المتحدة، وتوفيت في 8 ديسمبر 1958 في سان دييغو في الولايات المتحدة بسبب نوبة قلبية.

## وصلات خارجية
- جوليا لي على موقع IMDb (الإنجليزية)
- جوليا لي على موقع ميوزك برينز (الإنجليزية)
- جوليا لي على موقع أول ميوزيك (الإنجليزية)
- جوليا لي على موقع ديسكوغز (الإنجليزية)